# 西沢歩
西沢 歩（にしざわ あゆむ）は、畑健二郎の漫画作品およびそれを原作とするアニメ『ハヤテのごとく!』に登場する架空の人物で同作品のヒロインの一人。アニメ版での声優は高橋美佳子。なお、作中では主に「西沢さん」の呼称が用いられるが、本項では以下「歩」と表記する。

## プロフィール
- 誕生日：5月15日
- 血液型：A型
- 年齢：17歳（初登場時16歳）
- 身長：162cm
- 体重：47kg[1]

## 人物像
西沢家の長女。家族構成は父・康広、母、弟・一樹。また、伊豆下田に親戚のおばさんがいる。とにかく普通で「特徴が無いのが特徴」。作者曰く「限りなくジム的なキャラ」。ただし、周りの人物達が普通でないため、その影響でかえって特殊な状況にいるように扱われがちでもある。作者もシチュエーションが「全くもって普通じゃない」と言ったことがある。ハヤテが以前通っていた潮見高校の生徒で、現在2年生。潮見高校時代からハヤテのことが好きで、彼の通う学校が変わっても未だに追い続けている。しかし未だに思いを伝えられていない。作品の中心人物のなかでほぼ唯一、ナギと出会う前（すなわち第1話以前）のハヤテとの関係があった人物であり、逆にナギとの面識がなかったキャラである。作品序盤はハヤテがナギの知人と知り合っていく展開だったため、初登場は第4巻第6話になっている。
SPに何度も捕まってしまったり、ハヤテからのホワイトデーのお返しを偶然居合わせたマリアに事実上妨害された形になったり、ハヤテのまかない料理のせいで体重が3kg増えたりするなど、ある意味ハヤテ程ではないが不幸なキャラである。またアニメでは食べていたりんご飴に鷲が止まっていたり、川に桃が流れていたりなど、意外な一面に出くわすこともある。本人も幸せな場面は長続きしないと思っており、たまに普通に過ごせた場合にはかなり意外な感覚になる。
語尾に「〜かな」または「〜かな?」を付けるのが口癖（ただし、照れ隠しや指導する時は男口調になることが多い）。私室の絨毯は場合により敷いてあったり無かったりする。普通な面が多いがルックスは良く、泉や美希など多くの登場人物には、可愛いと称されている。慌てた際の仕草なども含めればヒナギクにも高評価を受けていた。バストの小さい女性が多いこの作品内においては比較的胸はあるほうで、妖怪の見せた夢の中ではハヤテに意識された。私服は原作の場合ロングスカートやタイツなどで脚の露出が無いファッションが多いが、アニメでは第1期第20話、同第26話ともに膝が露出するほど短いタイトスカートだった。
ワタルのレンタルビデオ店の常連で、弟の一樹と同様に、ワタルとは仲がいい。同時に弟と一緒に馬鹿にされている。男心の研究として怪獣映画を中心に借りたりしているが、ワタルに「女に分かる映画じゃない」と言われたこともある上に本人も「60点かな」と言っていた。多く借りているのでサキにはありがたいといわれているが、ワタルの好きなビデオはあまり借りないようで、つまらないものばかり借りていると彼は評している。ワタルは様々な相談を受けており、チョコレートの試作品の味見もしている。ただ、ワタルは彼女の言っている人物がハヤテとは聞かされていない様子であった。第44巻において共通の知り合いであることと相手がハヤテだということが発覚する。
弟である一樹のことは怒ったときは耳をつねったりもするが、彼の元気がないとき（この時はナギにふられた）は心配してワタルに尋ねたりしている。また、昔は風呂でのぼせた一樹をよく看病した。後者のことからヒナギクには良い姉だと思われたこともある。
弟持ちで、年齢的な話のせいか、ナギやヒナギクにお姉さんのように接することがある（桂ヒナギクの項参照）。二人の負けず嫌いなところを内心ではかわいいと思っている。
かつて一時期だけ家庭教師をつけてもらっていた。結局ギターの弾き方ばかりを教える人物であったが、その家庭教師のことを気に入り、別れた時にもらったギターを宝物として大切にしている。その家庭教師は、桂雪路と見られている。
子供の頃、インコを飼っていてランちゃんと名付けていたがゲージがたまたま開いたときに逃げられたことをナギがハヤテがそばにいることを確信しているときの警告の例として出すくらいに覚えている。

## 性格・能力
他のヒロインより勝る長所は無いが、ハヤテを一途に慕う恋心はナギに匹敵し、彼に関しての洞察力は群を抜いており、女性の好みに関してはハヤテ本人より正確に理解している。そのため、ヒナギクがハヤテの好みであると見抜いており、彼女の家にハヤテが泊まっていた時には既に相思相愛なのだと完全に誤解し、正確な判断が出来ないほど動揺した。その際はヒナギクは必死に誤解と否定している。その後「喫茶どんぐり」でのハヤテのマリアに対する態度から女の勘が働き、「ハヤテはマリアのことが好きではないのか?」と疑いを持っている。ナギに関してはハヤテを飼っているという想像図であるが、彼女にツッコまれている。あくまでハヤテに関してのみであるが妄想癖がある。
下田へ自転車で行こうとするなど思いつきで行動する癖があり、得意分野なら良いが苦手分野のときは酷い状況に陥る。人気投票で7位になった記念にナギに乗せられて「練馬のベッカム」を自称し、リフティングを披露したが1回しかできず引退となった。その際着た胸に「べっかむ」と書かれた体操服には、「レアル」ではなく「まんちぇすたー」と書いてあった（ベッカムのマンチェスター時代の背番号7を自分の順位の7にかけている）。また、下田へ向かったときには背中に「MANCHESTER」と入ったジャージを着ている。
第7巻おまけページでワタルに「ストーキング姉弟」と称されるほどハヤテに関してはしつこい。下田旅行の時には「それに私はね、物わかりが悪くてあきらめも悪い人なのよ」と言って、殺し屋に狙われてもナギを自転車から降ろそうとはしなかった。また、この頃からさりげなく精神的に成長している様子が描かれている。小説版第1弾では特に顕著である。
学力に関しては数学が特に苦手で他の教科はそこそこ苦手な程度だが、他のキャラ（ナギやヒナギクなど）がかなり頭がいいため、成績が悪いように見られがちである。体力には自信があり、自転車で自宅から熱海まで途中からナギを後ろに乗せて行っており、この時ナギを後ろに乗せた状態の自転車で殺し屋の車から一度逃げ切っている程である。ハヤテと再会したときに成り行き上から宗谷・教師・ハヤテを、アニメ第1期第31話では三千院家SPを凄まじい一撃でノックダウンさせており、特にアニメではその際に爆音を轟かせていることから、瞬発的な破壊力は相当なものがある。
ハヤテの姿を追って三千院家へ潜入したときにナギと鉢合わせた折、ハムスターのオーラを出し、ナギの竜のオーラの前に敗退した。その後、ハヤテを賭けてカラオケでナギに再挑戦するが、機械によるとジャイアン並みという100点満点で35点の評価の歌唱力を披露し、圧倒的な実力差を見せつけられて負けてしまう。 漫画に関しては素人だが、同人誌について悩んでいるナギの話からネームを引き出すといった能力も見せている。

## 対人関係
ハヤテとの出会いは、潮見高校に入学したての4月に通学途上で、高校の入学祝いで母親に買ってもらったMTBがらみで助けられたからである。MTB絡みではハヤテには2度助けられているが、そのどちらも急な下り坂に差し掛かり、しかもブレーキが壊れていた。2回目では少し運転が上手くなっていた。第5巻7話目ではママチャリに乗っている。ハヤテとは、弁当を作ったり、遊園地でデートするなど、何度もモーションをかけても全然気づかれず、実際以上に自分に自信を失ってしまったが、このマイナス思考は告白後は改善傾向にある。
執事となったハヤテが、潮見高校を訪れた時にはもはや逢う機会が無くなると思い、周囲をはばからずハヤテに告白するが、ハヤテは受け止める資格が無い気持ちを隠すためと、歩に失恋のショックを受けさせまいと「2次元にしか興味が無い」と言って辞退してしまう。その後居場所が分からないままだったが、潮見高校を訪れた約1週間後に、共にワタルの店に出入りしていた事で再会した。その後バレンタインデーにヒナギクの力を借りて再度告白したが、悪い返事を避けるために返事を貰うのを無期限保留している。ホワイトデーのお返しは、ハヤテに自分の自転車に同乗してもらうことで返してもらったつもりだったが、後で気が変わり結局クッキーを貰っている。
ハヤテも歩には好ましい感情を持っており、彼女の気持ちを受け止めてあげられない申し訳なさをマリアやヒナギク達に打ち明けている。なお、実はハヤテがヒナギク達に思いを打ち明けた時に隠れて話を聞いていたため、ハヤテが自分を嫌いではないことは知っている。彼女の携帯電話には「バイト行ってしまう記念」とこじつけてハヤテと撮ったプリクラが貼ってあったため、下田旅行でハヤテが都合上中を見てお互い照れた。ハヤテと夜の潮見高校に行った際ハヤテは「潮見高に普通に通ってて歩に告白されていたら…」と思っている。
ナギと出会った瞬間に、双方が恋のライバルだと直感した。現在もナギが、ハヤテを巡って最も警戒しているのは歩である。最初はナギを「三千院ちゃん」と呼んでいた。二度の戦いを経て三千院家に普通に出入りするようになり、後にナギとも和解し友達になり「ナギちゃん」と呼ぶようになった（自転車で殺し屋から逃げた時。詳しくは三千院ナギを参照）。もっとも、ハヤテをめぐるライバル関係はなおも継続中で、喫茶店でのアルバイトで一緒になった時には火花を散らしている。ギリシャ旅行では奪われた王玉を取り戻す為に協力、ナギとの絆を深めている。その後、歩の誕生日会をナギが設定しそのお礼として夏休みに劇場版の舞台となる自分の田舎にナギらを招いている。
作者自身はナギとの関係を「See you again, hero!」のような関係にしたいとのことである。
ヒナギクに「綾崎くんとの恋を応援する」と言われて以来、ハヤテの好みであるヒナギクを憧れ尊敬しており彼女のことを「ヒナさん」と呼び、最近はヒナギクの方も彼女に憧憬に近い念を持っている。しかし、咲夜の誕生日の夜にヒナギクから「自分はハヤテのことが好き」だと告げられるものの、自分がハヤテを口説き落とすのには無関係、と何食わぬ顔だった。このためヒナギクとは、自分が口説き落とすのが早いかハヤテがヒナギクに告白するのが早いか競争することになった。アルバイトでの仕事の様子を見る限り、両者の関係にひびが入った様子はなく、恋敵のヒナギクにハヤテとの関わり方についてアドバイスするほど精神的に強くなっている。以前はヒナギクにハヤテが好きなことをからかわれていたが、ヒナギクの告白以降は逆にヒナギクをからかっている。また、ヒナギクを気圧すことができ、その結果勉強を教えてもらっている。ギリシャでは、落ち込んでるヒナギクを励ましたりもしている。
作者によれば歩とヒナギクをそれぞれ「女の子らしい少女」と「男の子らしい少女」のイメージで表現しているとのことである。また、「ハヤテにとって西沢さんはあるものの象徴であり、それはヒナギクと対を成している」ともコメントしている。
ハヤテの「執事実習」で派遣先に西沢家が選ばれた時には不気味がって固辞する家族を押し切って受け入れ、仮病を使って学校も休んだ。一日執事のハヤテに「お休みのキス」を目をつぶって頼んだつもりが、実際に目の前にいたタマに唇を奪われて気絶してしまった。作者曰く「動物だからファーストキスには入らない」とフォローは入れているが、同時に「タマはそのうち地獄を見る」とも述べている。目覚めた時にはハヤテもタマもいなかったのでその日の出来事は夢だと思っているようだが、シスターとタマにより、家が全壊している光景を起床後に見た（後日ナギが弁償した）。また、タマとは初めて三千院家に入った時にも遭遇しており、狩猟本能とは違う本能をむき出しにされている。
下田の温泉旅行で金欠になったためアルバイトでお金を稼ぐことにしたが、バイト先の「喫茶どんぐり」でハヤテ・ナギ・ヒナギクとバイト仲間になった。バイト初日には、ハヤテに着替えているところを見られている。夏休みにはワタルの店でバイトする事になっている。
マリアには悪三人組に絡まれたときに助けてもらっている。またこのときマリアには、ハヤテとは告白してフラれた関係と説明している。
ルカには会った瞬間からハヤテへの好意を見抜いており、ルカが「ムラサキノヤカタ」に引っ越してきた時は危機感を持ってワタルの店のバイト代を前借りして家賃を用意し、母親の反対を押し切って「ムラサキノヤカタ」に入居した。その後は半ば無理やり名前で呼び合う事を約束している。
喫茶店どんぐりの常連客、漫画家の足橋先生とは仲良しで、「あゆゆ」と呼ばれている。
いずれにせよ、作中屈指の対人スキルを有しており、知らない人物へのアタックも早い。友人数は作中トップと見られている。

## アニメ
原作では第4巻第6話が初登場だが、アニメ第1期ではハヤテが潮見高校の友人達と会うシーンで第1話から（セリフはほとんど無かったが）登場している。その後の回では原作には全く出番の無いストーリーでもチョイ役で毎回最低1シーンは必ず出番が設けられ、第1期第24話や同第31話などゲストキャラクターのほうが担当声優、高橋の出番が長い回でもEDでは「西沢歩」でクレジットされている。アバンタイトルやストーリー終了間際に登場したり、三千院家の関係者と出くわしたりする場面もある（逆に、桂ヒナギクは第1期の登場回数は非常に少なく、半分も登場していない）。
もともと原作中では焼き芋屋を追いかけて知らない場所（ヒナギクの家の近く）に辿り着いたという「食い意地が張っている」程度だった食習慣がアニメではハヤテにフラれた後、外食時に店のメニューを全部頼んでヤケ食いする設定が作られた。主役の話も含めてほとんどの場合は登場する時は何か食べている描写があり、それ以外の時も食べ物や飲み物に関係するシーン（食べ物について話す・食べ物を買う・料理をするなど）が必ずあり、次回予告終了後の提供テロップのバックに流れるハイライトシーンはその場面が使われている。第1期第2クールEDでは焼きそば、同第3・第4クールOPではコロッケを口にしている。
アニメ第1期の監督・川口敬一郎は歩がお気に入りだとして「西沢はとにかく毎週出しているんです」と言っており、有言実行の形となった。大食いネタ自体は同時期放送の『ながされて藍蘭島』に登場するまちの声優繋がりのような形になっている。これにより歩の出番は増加したが、「特徴のないのが特徴」という設定の彼女に大食いという「特徴」を与えたことによって原作設定からは逸脱した描写となった。第1期第50話のクイズ大会に至っては、決勝戦で断崖絶壁状態と化した滑り台に足でしがみ付きながら解答ボタンを押すという常人離れした荒技を連発していた。
アニメ第2期ではキービジュアルに出ているメインキャスト扱いでバレンタインデーから大観覧車まで原作での幾つかの見せ場があり、劇場映画ではハヤテら一行を自分の田舎に招いている。
アニメ第3期では、「ムラサキノヤカタ」の住人となっており、ギターでの熱唱（1単語のみだが）を披露、クイズ大会でヒナギクと参加、ルカのラスベガスライブを見る為にニューヨーク行きの片道航空券を獲得した。黒椿の呪いでラスベガスに着陸した後、黒椿にまつわる騒動に巻き込まれ、その中でナギを力付ける役割を演じている。
アニメ第4期でも、ムラサキノヤカタの住人として登場。原作にはないオリジナルシーンがいくつか追加されている。

## ハムスター
上述のナギとの初対面の際、ナギが出した竜のオーラに対し、歩はハムスターのオーラを出し、一瞬で喰われてしまったため、自分でも弱さにびっくりした。それ以来ナギにはハムスター扱いをされている。ポスター漫画の第4弾で手にどんぐりを持ちリスの耳と尻尾を着けていたのに、ナギにハムスターと言われたこともある（後に『ハヤテ名作劇場』に収録）。ナギを「ナギちゃん」と呼ぶきっかけになったときも、ナギは「ナギと呼んでよい」と言った直後に歩を「ハムスター」と呼んでいる。「喫茶どんぐり」に登場した際にはナギに「どんぐりだからか!?」なる発言をされた。
また、このハムスターのオーラは上述の悪三人組に絡まれたときにも出している。他に第6巻の目次イラストでは3匹のハムスターと一緒に描かれている。
アニメでは第1期で作中の携帯電話の待ち受け画面や「執事通信」タイトル背景に登場しており、キャラクターCDのトラックのタイトルにもハムスターを冠したものがある。また、第2期シリーズの宣伝用イラストには頭上にハムスターを載せたカットが使用されている。
ゲーム第1作ではハムスターの着ぐるみを着用するカット、ゲーム第2作では「ハムスタークラッシュ」という名の固有アピール技がある。また、ゲーム第3作では歩シナリオ中はテキストウィンドウにハムスターが描かれている。

## 家族
西沢 一樹（にしざわ かずき）
声 - 中尾衣里
歩の弟。6月16日生まれのA型。13歳。
ワタルと同い年の親友。素直な性格。眼鏡を掛けている。姉には「カズ」と呼ばれている。小さいころは風呂でよくのぼせて歩に介抱されていた。
1年前の春に出会った少女に一目惚れし、ワタルからナギであることを教えられた。バレンタインの後にナギと再会し尾行したためストーカーと疑われた。ナギに告白するが振られてしまう。
千桜がルカに頼まれて行っていた同人誌販売をナギが手伝っていた際に再会し、ルカの同人誌をナギが描いたものだと勘違いし、お世辞と取れるような誉め言葉を言った後に購入している。
夏休みには都が募集していたホームステイに受かり、海外に行くことになっている。
アニメ第1期では、第12話で歩の口から名前が出たものの登場しなかった。
西沢 康広（にしざわ やすひろ）
歩・一樹の父。ごく普通のサラリーマンに見えるが、ゲーム第1弾では勤めている会社に人事部ゾンビ課が存在している。妻から辛辣な冗談を言われても反抗しないことが多いが、歩がムラサキノヤカタに住みたいと言い出した際には、娘の決断を信頼して許可した。年収はボーナス込みで320万円。
歩・一樹の母
名前は不明。ごく普通の主婦。共働きでパートをしている。あまり冗談になっていない辛辣な冗談を言う。歩がムラサキノヤカタに住みたいと提案した際は反対した。
歩・一樹の祖母
緑深い田舎に住んでいる普通の老人。歩とヒナギクやマリアを勘違いするくらい目が悪い。劇場版の追加映像で会話シーンが登場した。　

## 備考
- 指南書『プロになるためのマンガ創作BOOK』のキャラクター創作の例として挙げていることから判るように、元々は作者の知人（詳細不明）がモデルであり、その人物の特徴を二分化して歩とナギが誕生したという（三千院ナギの項も参照）。
- この漫画の初期の構想段階からいる一人。初登場時のバックステージで下の名前が先行紹介された時点では名前の振り仮名が「にしざわ あゆみ」になっていた[18]。
- 原作では初登場時のみ、ハヤテを「綾崎君」と呼んだ。しかしそれより過去の時間を描いた回想（プリクラを撮った時）では2回目の登場以降と同じ「ハヤテ君」となっているため理由は不明。また、アニメでも一回だけ「綾崎君」と言っているシーンがある。
- 下田旅行の最中にハヤテといい感じになり最終回のような終わり方があったが、作者はバックステージで「この漫画が、歩がヒロインの少女漫画だったならもう少しいじってこのまま最終回というのもアリだったかもしれません」と語っている[19]。
- 作者曰く、唯一ラストシーンが出来上がっている登場人物とのこと（それが漫画に描かれるのは当分先という）[8]。
- 作者は、「普通」であるということがどういうことであるのかは物語の中の重大なシーンで意味を持ってくる、とコメントしている[8]。
- 作者からも「西沢さん」と呼ばれており[20]、連載時のキャラクター紹介においても「西沢歩」でなく「西沢さん」表記となっている。
- 連載1周年記念イラスト[21]や声優の紹介時[22]や、3周年記念の際の扉絵[23]、放映開始前のアニメの公式ページ（現在は訂正されている）などで、作者や関係者に素で忘れられる。
- 作者によれば後のほうで出番があるので出番をしばしば控えることがあるのだが、この結果気がつくと出番がかなり後回しになってしまうこともあるとのこと[24]。
- 第1回読者人気投票では7位と主要キャラとしては下の方だったが、作者曰く、歩の登場回では読者アンケートの結果が非常に良く実はヒナギクに匹敵するほど読者に結構人気があるという。作者本人はプロフィールで「謎です」と言っていた。2007年10月の「秋葉原エンタまつり2007」で行われた「ハヤテのごとく!キャラクター人気投票in秋葉原」では4位、2008年4・5月の「ハヤテのごとく!キャラクター人気投票in大阪・日本橋」では5位を獲得し、安定した人気を誇っている。第2回、第3回読者人気投票でも出番の増減の影響で順位にかなりの変動があった中で一人、3回連続となる7位を獲得した。